# تپه رشیدآباد۲
تپه رشید آباد۲ مربوط به دوره اشکانیان است و در شهرستان دورود، بخش سیلاخور، دهستان سیلاخور، ۶۰۰ متری جنوب روستای لبان سفلی واقع شده و این اثر در تاریخ ۲۳ بهمن ۱۳۸۵ با شمارهٔ ثبت ۱۷۲۱۸ به‌عنوان یکی از آثار ملی ایران به ثبت رسیده است.